# Zarzecze (sielsowiet Wiśniowiec)
Zarzecze (biał. Зарэчча; ros. Заречье) – wieś na Białorusi, w obwodzie mińskim, w rejonie stołpeckim, w sielsowiecie Wiśniowiec.

## Historia
Dawniej należała do Radziwiłłów (w 1895 była już jednak poradziwiłłowska). 
W dwudziestoleciu międzywojennym leżało w Polsce, w województwie nowogródzkim, w powiecie nieświeskim, w gminie Howiezna. W 1921 miejscowość liczyła 236 mieszkańców, zamieszkałych w 46 budynkach, w tym 164 Białorusinów i 72 Polaków. Wszyscy mieszkańcy byli wyznania prawosławnego.
Po II wojnie światowej w granicach Związku Sowieckiego. Od 1991 w niepodległej Białorusi.